# Амисульприд
Амисульпри́д — нейролептик (атипичный антипсихотик). Антипсихотическое действие сочетается у него с седативным (успокаивающим), а в малых дозах — 50 мг/сут — с тимолептическим (антидепрессивным) действием, подобно сульпириду.
Применяется прежде всего при острой и хронической шизофрении, сопровождающейся выраженными продуктивными (например, бред, галлюцинации, расстройства мышления) и/или негативными (например, аффективная уплощённость, отсутствие эмоциональности и уход от общения) нарушениями, в том числе у пациентов с преобладанием негативной симптоматики. Считается, что в отношении этих расстройств амисульприд обладает высоким уровнем доказательной эффективности (класс А), однако эффективность антипсихотиков при негативной симптоматике подвергается сомнению.

## Фармакологическое действие
Обладает высоким селективным сродством к дофаминергическим рецепторам D2 и D3 и не связывается с рецепторами дофамина D1, D4 и D5.
В отличие от классических и атипичных нейролептиков, амисульприд не имеет сродства к серотониновым, гистаминовым Н1, α-адренергическим и холинергическим рецепторам.
При использовании в высоких дозах блокирует постсинаптические D2 рецепторы, локализующиеся в лимбических структурах, в отличие от аналогичных рецепторов стриатума. Не вызывает каталепсии и не приводит к развитию гиперчувствительности дофаминовых D2-рецепторов после повторного лечения.
В низких дозах он преимущественно блокирует пресинаптические D2/D3 рецепторы, вызывая высвобождение дофамина, ответственного за его дисингибиторные эффекты.
Атипичный фармакологический профиль обуславливает антипсихотический эффект амисульприда в высоких дозах, наступающий вследствие блокады постсинаптических дофаминовых рецепторов, и его эффективность в низких дозах в отношении негативных симптомов в результате блокады пресинаптических дофаминовых рецепторов.
Амисульприд в меньшей степени вызывает экстрапирамидные побочные эффекты, что может быть связано с его преимущественной лимбической активностью.
В шестимесячном двойном слепом тестировании эффект амисульприда (в малой дозировке — 50 мг/сут) оказался сравнимым с эффектом антидепрессанта аминептина в лечении хронической депрессии (дистимии).

### Фармакокинетика
Всасывание
После приёма препарата внутрь отмечаются два пика абсорбции амисульприда: один достигается через 1 час, а второй — между 3 и 4 ч после приёма. После приёма в дозе 50 мг концентрация амисульприда в плазме крови составила соответственно 39±3 и 54±4 нг/мл. Биодоступность препарата — 48%.
Приём амисульприда совместно с пищей, богатой углеводами (содержащей 68 % жидкости), достоверно снижает AUC, время достижения и величину пиковой концентрации. Изменения фармакокинетики при приёме одновременно с жирной пищей не отмечено. Клиническое значение этих данных неизвестно.
Распределение
Объём распределения равен 5,8 л на килограмм массы тела. Связывание с белками плазмы низкое. Кумуляция не отмечена, и фармакокинетические параметры не меняются при приёме повторных доз.
Метаболизм и выведение
Амисульприд биотрансформируется в малой степени (несколько процентов). Время полувыведения составляет примерно 12 ч. Выводится с мочой в неизменённом виде. Почечный клиренс составляет примерно 20 л/ч или 330 мл/мин.
Фармакокинетика в особых клинических случаях
При применении у пациентов с выраженными нарушениями функции печени фармакокинетические параметры практически не меняются и нет необходимости в коррекции дозы. При применении у пациентов с почечной недостаточностью период полувыведения не меняется, но системный клиренс уменьшается с коэффициентом от 2.5 до 3. AUC амисульприда при небольшой почечной недостаточности увеличивается вдвое, а при умеренной почти в 10 раз.
Амисульприд не выводится при гемодиализе.
Данные по фармакокинетике амисульприда у пациентов пожилого возраста (старше 65 лет) ограничены. После однократного приёма препарата в дозе 50 мг Cmax, T1/2 и AUC выше на 10-30 %, чем у более молодых пациентов. Данные по фармакокинетике препарата при курсовом применении отсутствуют.

## Показания
В высоких дозах амисульприд действует преимущественно на продуктивные, а в низких — на негативные симптомы шизофрении. Применение амисульприда снижает риск её рецидивов, хотя у 20—30% больных склонность к рецидивам остаётся. Антидепрессивная же его эффективность (в том числе эффективность в отношении большой депрессии и дистимии) доказана применительно к дозировке 50 мг/сут, при этом в высоких дозах препарат может вызвать развитие депрессии как побочного эффекта.
Также был одобрен в США для применения в качестве противорвотного препарата.

## Режим дозирования
При острых психотических эпизодах рекомендуемая доза составляет от 400 до 800 мг в сутки. В отдельных случаях при необходимости доза может быть увеличена до 1200 мг/сут. Дозы повышают с учётом индивидуальной переносимости.
Безопасность доз, превышающих 1200 мг/сут, не была в достаточной мере исследована, поэтому их применять не следует.
При смешанных негативных и продуктивных симптомах дозы необходимо подбирать так, чтобы обеспечить оптимальный контроль над продуктивными симптомами. Поддерживающее лечение должно устанавливаться индивидуально на уровне минимальных эффективных доз.
При преобладании негативной симптоматики рекомендуемая суточная доза варьирует от 50 до 300 мг. Подбор доз должен быть индивидуальным. В дозах, превышающих 400 мг/сут, амисульприд следует назначать в 2 приёма.
Пациентам пожилого возраста амисульприд следует назначать с особой осторожностью из-за возможного развития артериальной гипотензии или чрезмерного седативного эффекта.
При почечной недостаточности дозу для пациентов с КК = 30-60 мл/мин следует снизить до 1/2, при КК = 10-30 мл/мин — до 1/3.

## Побочные действия
- Со стороны ЦНС: часто (5—10 %) — бессонница, тревога, возбуждение; редко (0,1—5,0 %) — сонливость. Возможно развитие экстрапирамидных расстройств, особенно острой дистонии (спастическая кривошея, окулогирные кризы, тризм)[10], которая является обратимой и корректируется при помощи противопаркинсонических средств. Характерными экстрапирамидными нарушениями являются также тремор конечностей и акатизия[11]. При этом акатизия может маскироваться симптоматикой тревожного круга или ошибочно диагностироваться как усиление тревоги[12]. Акатизия при приёме амисульприда может быть также отсроченной (поздняя акатизия), то есть возникать через несколько недель после начала приёма препарата[13]. Частота возникновения экстрапирамидных симптомов, которые зависят от дозы, остаётся низкой при дозе менее 300 мг/сут (10% случаев), при дозировке от 300 до 600 мг/сут она составляет 19%, от 600 до 800 мг/сут — 37%. Однако в даже очень большой дозе (1000 мг/сут) амисульприд вызывает меньшее количество экстрапирамидных симптомов, чем типичный нейролептик флюанксол в дозе 25 мг/сут. «Неврологический профиль» толерантности амисульприда превосходит профиль галоперидола и флупентиксола, но сходен с таковым рисперидона (рисполепта).[3]
- При длительном применении препарата возможна поздняя дискинезия[14][15], характеризующаяся ритмичными, непроизвольными движениями преимущественно языка и/или лица (противопаркинсонические средства неэффективны и могут вызывать ухудшение симптомов). Имеются очень редкие сообщения о случаях злокачественного нейролептического синдрома и судорожных припадков.
- Со стороны пищеварительной системы: редко — запор, тошнота, рвота, сухость во рту, повышение активности печёночных ферментов (в основном трансаминаз)[14].
- * Со стороны эндокринной системы: вызывает повышение уровня пролактина в плазме крови (гиперпролактинемию), что может вызывать галакторею, аменорею, гинекомастию, боли в груди, импотенцию, увеличение массы тела. К возможным проявлениям гиперпролактинемии относятся также аутоиммунные нарушения[16], бесплодие у женщин[17] и у мужчин[18], избыточное оволосение, акне, себорея волосистой части головы, избыточное слюноотделение, поредение волос[18], в некоторых случаях — развитие опухоли гипофиза[19], остеопороза, сердечно-сосудистых нарушений[18], повышенный риск новообразований[16]. Психические проявления длительного повышения пролактина могут включать в себя депрессию, тревогу, раздражительность, нарушения сна[18]. У беременных гиперпролактинемия повышает риск потери беременности как на ранних, так и на поздних сроках и приводит к замедлению внутриутробного роста плода[20]. Повышение пролактина при терапии амисульпридом более выражено, чем при терапии другими атипичными антипсихотиками (кроме рисперидона), которые чаще вызывают клинически незначимую преходящую гиперпролактинемию[21], и даже более выражено, чем при терапии типичными антипсихотиками[3]. Пролактин повышается даже при терапии низкими дозами амисульприда[3][22][23] (например, 50 мг/сут[22]). По некоторым данным, приём амисульприда вызывает развитие гиперпролактинемии в 80—100% случаев[24]. При терапии амисульпридом порой наблюдаются показатели пролактина, в десятки раз превышающие нормативные[25]. Уровень гормона возвращается к прежнему значению после отмены препарата.
- В редких случаях (реже, чем большинство других антипсихотиков) амисульприд может вызывать ожирение и метаболический синдром[26].
- Со стороны сердечно-сосудистой системы: редко — артериальная гипотензия, брадикардия, удлинение интервала QT, мерцательная аритмия[14].
- Прочие: редко — аллергические реакции[14].

## Противопоказания
- повышенная чувствительность к компонентам препарата;
- сопутствующие пролактин-зависимые опухоли[27], например пролактинома гипофиза и рак молочной железы;
- феохромоцитома;
- детский возраст до 14 лет[27];
- беременность[27]
- лактация (грудное вскармливание)[27];
- совместное применение с лекарственными средствами, которые могут способствовать развитию мерцательной аритмии (хинидин, дизопирамид, амиодарон, соталол, а также с бепридилом, цизапридом, сультопридом, тиоридазином, эритромицином, винкамином, галофантрином, пентамидином, спарфлоксацином);
- совместное применение с леводопой.

С осторожностью применяют при эпилепсии, паркинсонизме, у пациентов пожилого возраста, при почечной недостаточности.

## Беременность и лактация
Безопасность применения амисульприда при беременности не установлена. Следовательно, применение препарата при беременности не рекомендуется, за исключением тех случаев, когда предполагаемая польза для матери оправдывает потенциальный риск для плода.
Неизвестно, выделяется ли амисульприд с грудным молоком, поэтому грудное вскармливание противопоказано.

## Особые указания
Возможно (как и при использовании других нейролептиков) развитие злокачественного нейролептического синдрома, характеризующегося гипертермией, ригидностью мышц, дисфункцией периферической нервной системы, повышенным уровнем КФК. При развитии гипертермии, особенно на фоне применения в высоких дозах, все антипсихотические препараты (включая амисульприд) должны быть отменены.
Требуется особая осторожность при назначении препарата пациентам с тяжёлой почечной недостаточностью (при КК <= 10 мл/мин) из-за отсутствия клинического опыта применения препарата у этой категории пациентов.
При назначении препарата пациентам с нарушениями функции печени снижения дозы не требуется.
При назначении препарата пациентам с эпилепсией в анамнезе требуется постоянное наблюдение, так как амисульприд может снижать порог судорожной готовности.
У пациентов пожилого возраста амисульприд (как и другие нейролептики) следует применять с особыми предосторожностями из-за возможного риска развития артериальной гипотензии или чрезмерного седативного эффекта.
При болезни Паркинсона при совместном назначении антидофаминергических препаратов и амисульприда необходимо соблюдать осторожность из-за возможного ухудшения состояния.
Амисульприд следует применять только в том случае, если нейролептической терапии избежать нельзя.
Препарат вызывает дозозависимое удлинение интервала QT. Известно, что этот эффект увеличивает риск развития серьёзных желудочковых аритмий, и он усиливается в присутствии брадикардии, гипокалиемии, врождённого или приобретённого удлинения интервала QT.
До назначения препарата и, при возможности, в зависимости от клинического статуса больного, рекомендуется контролировать факторы, которые могут способствовать развитию этого нарушения ритма: брадикардия менее 55 уд./мин, гипокалиемия, врождённое удлинение интервал QT, одновременное применение препаратов, способных вызывать выраженную брадикардию (< 55 уд./мин), гипокалиемию, снижение проводимости или удлинение интервала QT.
Влияние на способность к вождению автотранспорта и управлению механизмами
Амисульприд влияет на скорость реакции, в результате чего способность заниматься потенциально опасными видами деятельности может быть ослаблена.

## Передозировка
Опыт, связанный с передозировкой амисульприда, ограничен.
Симптомы: усиление известных фармакологических эффектов препарата, включающие сонливость и седативный эффект, артериальную гипотензию, экстрапирамидные симптомы, кому.
Лечение: при острой передозировке следует предположить возможность взаимодействия нескольких препаратов. Специфического антидота не существует. При необходимости проводят симптоматическую терапию, рекомендуется строгое наблюдение за жизненными функциями организма и непрерывный контроль за состоянием сердца (риск удлинения интервала QT) до нормализации состояния пациента. Гемодиализ не эффективен. При появлении серьёзных экстрапирамидных симптомов следует назначить антихолинергические средства.

## Лекарственное взаимодействие
Комбинации, которые противопоказаны
Возможно развитие желудочковой аритмии типа «пируэт» при совместном применении амисульприда с антиаритмическими препаратами IА класса (хинидин, дизопирамид), антиаритмическими препаратами III класса (амиодарон, соталол), бепридилом, цизапридом, сультопридом, тиоридазином, эритромицином для внутривенного введения, винкамин для внутривенного введения, галофантрином, пентамидином, спарфлоксацином.
При совместном применении с леводопой возможен взаимный антагонизм.
Комбинации, которые не рекомендованы
Амисульприд усиливает угнетающее действие на ЦНС этанола.
Комбинации, требующие особой осторожности
К лекарственным средствам, усиливающим риск возникновения желудочковой аритмии типа «пируэт» при совместном применении с амисульпридом, относят препараты, вызывающие брадикардию (бета-адреноблокаторы, блокаторы кальциевых каналов, которые вызывают брадикардию (дилтиазем и верапамил), клонидин, гуанфацин; препараты наперстянки), препараты, которые могут вызывать гипокалиемию (калийвыводящие диуретики, слабительные, амфотерицин В, глюкокортикоиды, тетракозактиды (гипокалиемию следует скорректировать)), нейролептики (пимозид, галоперидол), антидепрессанты типа имипрамина, препараты лития.
Комбинации, которые следует учитывать при совместном назначении
При совместном применении с препаратами, угнетающими функцию ЦНС (наркотические анальгетики, другие антипсихотические препараты, антигистаминные препараты с седативным эффектом, барбитураты, бензодиазепины и другие анксиолитики), возможно выраженное усиление угнетающего действия.
При совместном применении с антигипертензивными препаратами возможно усиление антигипертензивного действия.